# Jorma Limmonen
Jorma Johannes Limmonen (Helsinki, 29 settembre 1934 – Helsinki, 27 novembre 2012) è stato un pugile finlandese.

## Palmarès

### Olimpiadi
- Bronzo a Roma 1960 nei pesi piuma